# Красногорский сельсовет (Нижегородская область)
Красногорский сельсовет — административно-территориальная единица в составе городского округа города Шахуньи Нижегородской области России. До 2011 года составлял сельское поселение в рамках Шахунского района.
Административный центр — деревня Красногор.

## Населенные пункты
| №  | Населённый пункт | Тип населённого пункта          | Население |
| -- | ---------------- | ------------------------------- | --------- |
| 1  | Андрианово       | деревня                         | ↘190      |
| 2  | Дыхалиха         | деревня                         | ↘41       |
| 3  | Красногор        | деревня, административный центр | ↘356      |
| 4  | Малая Березовка  | деревня                         | ↘14       |
| 5  | Мартыниха        | деревня                         | ↘59       |
| 6  | Момзино          | деревня                         | ↘47       |
| 7  | Муравьево        | деревня                         | ↘0        |
| 8  | Наплавино        | деревня                         | ↘23       |
| 9  | Соромотная       | деревня                         | ↘34       |
| 10 | Хмелевка         | деревня                         | ↘17       |